# The Den (film)
The Den to amerykański film fabularny z 2013 roku, napisany i wyreżyserowany przez Zachary’ego Donohue, z Melanie Papalią obsadzoną w roli głównej. Obraz, stanowiąc połączenie horroru i thrillera, przynależy do nurtu filmowego o nazwie „found footage”. Fabuła filmu skupia się na losach studentki, która testując nowy komunikator internetowy trafia na ślad działania mordercy. Światowa premiera The Den nastąpiła 23 grudnia 2013; wówczas film wydano w Rosji. 14 marca 2014 horror trafił do dystrybucji na terenie Stanów Zjednoczonych. Projekt zebrał pozytywne recenzje krytyków.

## Obsada
- Melanie Papalia − Elizabeth „Liz” Benton
- David Schlachtenhaufen − Damien
- Adam Shapiro − Max
- Anna Margaret Hollyman − Lynn Benton
- Matt Riedy − sierżant Tisbert
- Katija Pevec − Jenni
- Saidah Arrika Ekulona − Sally
- Anthony Jennings − oficer Dawson
- Victoria Hanlin − Brianne

## Opinie
Zdaniem redaktora witryny hisnameisdeath.com, The Den to najlepszy horror 2014 roku.

## Nagrody i wyróżnienia
- 2015, iHorror Awards:
  - nominacja do nagrody iHorror w kategorii najlepszy film wydany na rynku DVD/Blu-ray lub VOD (wyróżniony: Zachary Donohue)[4]
  - nominacja do nagrody iHorror w kategorii najlepsza aktorka obsadzona w roli final girl (Melanie Papalia)[4]